# Katharina Steb
Katharina Steb (* in Laiz; † 23. Juli 1666 in Sigmaringen) war ein Opfer der Hexenverfolgungen in Hohenzollern-Sigmaringen.
Die bis heute im Staatsarchiv Sigmaringen erhaltenen Ermittlungsakten, eine unscheinbare Mappe mit Gerichtsakten im Magazin des Staatsarchivs, geben über die aus Laiz stammende Katharina Steb Auskunft. Das Gericht hielt es für erwiesen, dass sie eine Hexe sei. Verleumdungen und Folter waren die Grundlagen des Urteils. Sie wurde der Hexerei angeklagt und am 23. Juli 1666 in Sigmaringen als angebliche Hexe hingerichtet.

## Prolog und Inquisition
Katharina Steb aus Laiz hatte 1666 keine Wahl, sie musste den Sohn ihres Nachbarn Michael Noll wegen Verleumdung verklagen. Der junge Noll behauptete in der Öffentlichkeit, dass die Steb ihn auf die rechte Schulter geklopft habe und daraus eine schmerzliche Geschwulst entstanden sei. Er glaubte, Steb sei eine Hexe, suchte sie auf, damit sie den Schadenzauber rückgängig mache. Nach Aussage Volker Trugenbergers, Leiter des Staatsarchivs, war das, was für uns heute als schlimmer Aberglaube gilt, für die Menschen im 17. Jahrhundert eine Realität. Sie waren überzeugt, dass es Zauber und Hexerei gab. So hatte die Frau keine Wahl, sie musste klagen, sonst hätte der junge Noll geklagt. Auf Hexerei stand die Todesstrafe.
Steb erklärte, sie sei nicht fähig, diese Art von Schaden zuzufügen. Die fürstlichen Beamten beschlossen, eine Inquisition einzuleiten, um dies zu prüfen. Zahlreiche Nachbarn legten Zeugnisse ab, wonach die Steb ihnen durch Hexerei Schaden zugefügt habe. So gab Hanß Michel Bürckhle zu Protokoll, sein Fuß sei lahm geworden, weil die Hexe ihn mit einem Haarbüschel verwünscht habe. Geörg Paur erklärte, sein Roßbueb sei an Beeren, die er von der Hexe bekommen habe, gestorben. Andere gaben zu Protokoll, dass ihretwegen Kalb und Schwein verendet seien. Sie habe einen Frost im Frühling gemacht, dabei seien Birnen und Äpfel eingegangen. Steb wurde verhaftet.

## Folter, Untersuchung und Verhör
Nach Aussage Trugenbergers reichten Indizien im damaligen Strafrecht nicht aus. Für eine Verurteilung brauchte man entweder Tatzeugen oder ein Geständnis. Um das Geständnis zu bekommen, bediente man sich der Folter. Steb wurde gefoltert, sie gestand aber zunächst nicht. Das Gericht verschärfte die Foltermethoden.
Auch wurde Steb untersucht: Man glaubte, der Teufel lege Muttermale als Siegel auf Körper von Frauen, mit denen er Geschlechtsverkehr gehabt haben soll, Hexen könnten nicht weinen und dass sie auf geweihte Dinge auffällig reagieren. Alle Indizien sprachen gegen Steb.
Weiterhin verhörten die Beamten Leute, die mit neuen Geschichten die Frau belasteten.
Letztlich, als der Scharfrichter den Spanischen Stiefel – eine Beinschraube, mit der Schienbein und Wade zusammengepresst wurden, bis die Knochen brachen – einsetzte, gestand sie. Im Geständnis gab sie an, Unzucht mit dem bösen Geist in Mannsgestalt getrieben zu haben. Außerdem habe sie Gott und die Heiligen verleugnet, ein Kalb und einen Knaben in Teufels Namen geschlagen, „einen Frost gemacht und damit Äpfel und Birnen verderbt“. Der Teufel habe ihr ein schwarzes Pulver gegeben und sei schließlich selbst vor dem Loch des Gefängnisturms aufgetaucht.

## Urteil
Nun hatten es die Richter, damals der Stadtrat, leicht: Sie konnten sie zum Tod auf dem Scheiterhaufen verurteilen. Fürst Meinrad I. von Hohenzollern-Sigmaringen begnadigte sie zum Tod mit dem Schwert. Am 23. Juli 1666 starb Katharina Steb, weil sie als Hexe verleumdet wurde.

## Trivia
Die Folterkammer im Galeriebau des Schlosses Sigmaringen mit ihren seltenen Instrumenten gibt Zeugnis dieser früheren Gerichtsbarkeit.

## Belege
1. 1 2  Eine Hexe auf die Folter gespannt – Protokoll eines Sigmaringer Hexenprozesses. Archivalienlesung mit Musik des Staatsarchivs Sigmaringen vom 19. Oktober 2008. Die Archivarinnen Birgit Meyenberg und Sibylle Brühl haben sie hervorgeholt, um in einer Archivalienlesung der Reihe „Zurückgeschaut“ die tragische Geschichte von Katharina Steb zu erzählen.
2. 1 2 3 4 5 6 7 8  Vera Romeu: Archivalien erzählen Geschichte einer vermeintlichen Hexe. In: Schwäbische Zeitung vom 25. Oktober 2008

| Personendaten    | Personendaten                          |
| ---------------- | -------------------------------------- |
| NAME             | Steb, Katharina                        |
| KURZBESCHREIBUNG | deutsche wegen Hexerei angeklagte Frau |
| GEBURTSDATUM     | 16. Jahrhundert oder 17. Jahrhundert   |
| GEBURTSORT       | Laiz                                   |
| STERBEDATUM      | 23. Juli 1666                          |
| STERBEORT        | Sigmaringen                            |